# Tênis nos Jogos Olímpicos de Verão de 2008 - Qualificação
Cada Comitê Olímpico Nacional pôde increver 6 atletas masculinos e 6 femininos, com um máximo de 4 inscritos em cada evento de simples e 4 nos eventos de duplas. O mesmo atleta pôde disputar os jogos individualmente ou em duplas.
| Critério                       | Qualificação | Data             | Masculino  | Feminino   |
| Individual                     | Individual | Individual       | Individual | Individual |
| ------------------------------ | --- | ---------------- | ---------- | ---------- |
| Ranking mundial                | 48 jogadores classificados de acordo com o ranking mundial. Qualquer jogador das partidas individuais está nomeado a participar das partidas de duplas. | 9 de Junho, 2008 | 48         | 48         |
| Convite da Comissão Tripartite | 2 vagas em cada evento individual. | Abr - Jul 2008   | 2          | 2          |
| Qualificação final             | 8 vagas serão selecionadas baseados no ranking mundial, 6 vagas serão selecionados pelo CON.                                                            | 2 de Julho, 2008 | 14         | 14         |
| Duplas                         | |                  |            |            |
| Ranking mundial                | 10 atletas classificados baseado no ranking mundial. Qualquer jogador classificado em simples está habilitado a participar do torneio de duplas.        | 9 de Junho, 2008 | 10         | 10         |
| Qualificação final             | Os últimos classificados serão decididos por cada CON em um total de 86 vagas.                                                                          | 2 de Julho, 2008 | 43         | 43         |